# ت ع م+05:30
ت ع م+05:30 (بالإنجليزية: UTC+05:30)‏، هو معرف لمنطقة زمنية تقع قبل التوقيت العالمي المنسق (ت ع م) بخمس ساعات ونصف +05:30، ويستخدم لقياس الوقت.

## التوقيت الرسمي

### طوال السنة
- الهند
- سريلانكا